# Sødemiddel
Et sødemiddel er et tilsætningsstof, der efterligner smagen af sukker men som har væsentlig lavere fysiologisk brændværdi, væsentlig lavere kalorieindhold. De fleste sødemidler smager sødt, men nogle sødemidler virker ved at ændre smagsopfattelsen. Nogle sødemidler er naturlige og andre er syntetiske, kunstige sødemidler. De kunstige sødestoffer har ikke nogen kemiske lighedspunkter med almindelige kulhydrater, det vi normalt forstår ved sukker. De har med få undtagelser en meget forskelligartet og kompliceret kemisk struktur, der ikke modsvares af organismens normale molekyler. Der er følgelig en løbende debat om sundhedsrisikoen ved sådanne stoffer, og regler og anbefalinger for deres anvendelse er tilpasset ny viden. Der er ikke blevet påvist nogen risiko for de intensive naturlige steviaglycosider, og de er derfor også blevet tilladt i EU (se nedenfor) og USA.
En vigtig klasse af sødestoffer er intense sødestoffer. Det er stoffer der er mange gange sødere end sukrose, det almindelige køkkensukker. Derfor skal man bruge meget mindre af stoffet, og man øger derfor ikke mængden af energi nævneværdigt i madvarer ved at bruge dem. De smager sødt på en anden måde end sukker og indgår derfor ofte i komplekse blandinger for at opnå den mest naturlige smag.
Ikke alle kulhydrater smager lige sødt, og for at erstatte sukker med andre sødestoffer i produkter, hvor sukker er med til at give fylde, må bruges bulksødestoffer. Det kan fx ses i produkter, der fuldstændigt ligner almindeligt sukker, men indeholder intense sødestoffer blandet med dekstrin eller andre naturlige kulhydrater, der ikke smager særlig sødt.
Der findes andre naturlige sødestoffer, f.eks. glycosider af steviol fra sukkerplanteslægten Stevia, som ifølge en EU-kommissionsbeslutning af 11. november 2011 er blevet godkendt som fødevaretilsætningsstof. USA godkendte brugen i 2008.

## Naturlige sødestoffer
1. Brazzein — protein
2. Curculin — protein
3. Erythritol
4. Glycyrrhizin
5. Glycerol — E422
6. Hydrogeneret stivelseshydrolysat
7. Inulin
8. Isomalt — E953
9. Lactitol — E966
10. Luo han guo
11. Mabinlin — protein
12. Maltitol — E965
13. Maltooligosaccharid
14. Mannitol — E421
15. Melasse
16. Miraculin — protein
17. Monatin —
18. Monellin — protein
19. Monk Fruit
20. Pentadin — protein
21. Sorbitol — , E420
22. Sakkarin - E 954 Saccharin
23. Steviol glycosider — steviosid, rebaudioside A, rebaudioside C og dulcoside A
24. Tagatose —
25. Thaumatin — protein, E957
26. Xylitol — E967

## Syntetiske sødestoffer
Hovedparten af sødestofferne i madvarer er syntetisk fremstillet. Det gælder naturligvis de kunstige sødestoffer (se nedenunder), men også f.eks. de naturlige sødestoffer, sorbitol og xylitol, der findes i frugter og i nogle grøntsager. Da det ikke er økonomisk fordelagtigt at udvinde disse stoffer fra frugt og grøntsager, fremstilles de syntetisk via kemisk hydrogenering. Således fremstilles xylitol fra xylose, laktitol fra laktose og sorbitol fra glukose.

## Kunstige sødestoffer
I Danmark findes der følgende tilladte kunstige intense sødemidler: sakkarin, aspartam, sukralose, neotame og acesulfam-kalium. Det er stoffer, der ikke har nogen kemiske lighedspunkter med almindelige kulhydrater, – det vi normalt forstår ved sukker, og der er følgelig en løbende debat om, hvorvidt kunstige sødemidler kan være en sundhedsrisiko. Der er dog ikke nogle uafhængige videnskabelige undersøgelser, der har været i stand til at påvise nogen risiko.